# Profondeville
El municipio de Profondeville (en valón: Parfondveye) es una localidad situada en Valonia, en la provincia de Namur. Tiene una superficie de 50,37 km² y tenía, al 1 de enero de 2019, 12 220 habitantes.

## Geografía
- Altitud: 133 metros.
- Latitud: 50°22′59″ N
- Longitud: 4°52′0″ E

### Secciones del municipio
El municipio comprende los antiguos municipios, que se fusionaron en 1977:
| - Profondeville - Arbre - Bois-de-Villers - Lesves - Lustin - Rivière |

### Arbre
Arbre lleva bien su nombre (árbol): en su nido de prados y bosques verdes, suscita la admiración de numerosos visitantes. Sus antiguas casas de piedra con tejas rojas y su relieve cambiante hacen de aquella aldea bucólica un lugar agradable con sus especialidades gastronómicas y otras a descubrir continuamente.
El Burnot, pequeño riachuelo propicio a la crianza de truchas Fario, fue lugar en los siglos XVI y XVII de actividades industriales.

### Bois-de-Villers
Este nombre poético se origina en 1231, cuando monjes de la abadía de Villers-la-Ville reciben una parte del bosque de Marlagne. El lugar del bosque (Bois) entonces se llamó de los Monjes de Villers o Bois-de-Villers. Actualmente, el pueblo está en plena extensión y posee numerosos comercios. Muy ancho y un tanto heteróclito debido a la disposición de sus calles y callejuelas, Bois-de-Villers les seducirá, sin embargo, por sus numerosas curiosidades: iglesia moderna (1972), Ecolatrie (siglo XVII), de Siberia, portales y capillas, Cueva de los Nutons, el tanque del Cibe... Finalmente, el pueblo está en el centro de un sitio generoso y muy ondulado, incluyendo prados, maderas y bosquecillos y numerosas huertas que hacen un lugar de paseos, vacaciones (numerosas posibilidades de alojamiento en fincas familiares y habitaciones de huéspedes) y escapadas familiares o solitarias muy apreciables.

### Lesves
Aldea situada entre la Abadía de Brogne y los bosques de la Marlagne, Lesves posee unas casas antiguas, castillos, fincas, iglesia, capillas, y tradiciones.
Es un antiguo lugar celta del agua "UEVA". Durante la Edad Media cubre catorce aldeas y perteneció a varias abadías: de Villers-la-Ville, de Brogne, de Aulne y del principado de Lieja. La iglesia actual es del siglo XVII.
Varias habitaciones en piedra del país de antiguas fincas fueron transformadas en lindas habitaciones. Varias otras fincas son todavía explotaciones agrícolas.

### Lustin
Notas breves:
La localidad de Lustin es parte del municipio de Profondeville y es la única entidad situada al este del río Mosa. Las aldeas vecinas en rivera del Mosa son Dave (municipio de Namur) y Godinne (municipio de Yvoir). Namur está a 12 kilómetros al norte, y Bruselas a 74 kilómetros. La altitud a la estación del ferrocarril es de 91 metros y de 256 metros a la iglesia, o sea 165 metros de diferencia.
Posible origen del nombre Lustin: Proponen Lust-Hem, del germánico,, significando lugar de placer y del latín: Lustinum, habitación de Lusto.
Algo de historia:
La aldea tiene varias casas del siglo XVIII. Existen varias capillas.
Es un lugar habitado desde 1066. En 1832, la población era de 795 habitantes.

### Rivière
Desde los años 1900, la aldea de Rivière era conocida por sus fiestas, sus citas de enamorados. En aquella época, había sólo unas pocas casas en la ribera del río Mosa pero seis cantinas. La mayor parte de la población vivía en las alturas en Bois de Laiterie, donde se habían establecido familias de herreros, obreros del cobre y de otras industrias.
La aldea ha cambiado mucho pero queda la misma mentalidad: las fiestas son numerosas y variadas. La más importante, la "Fête de l'Ecluse" (el último domingo de julio), reúne miles de personas desde buena mañana con una venta de objetos heteróclitos hasta en la noche con el baile anual. Uno de los concursos es el salto en velo en el río Mosa, único en su género en Europa.
Son numerosos los pequeños caminos en la aldea, y hay un mirador llamado de los Siete Mosas. Desde aquel mirador se lanzan los amantes de "Alas Delta". Se establecen en aquel lugar los concursos nacionales de ese deporte.
Existen en la ribera del río lugares de juegos para niños y deportes como el tenis y el baloncesto.

### Aldea de Profondeville

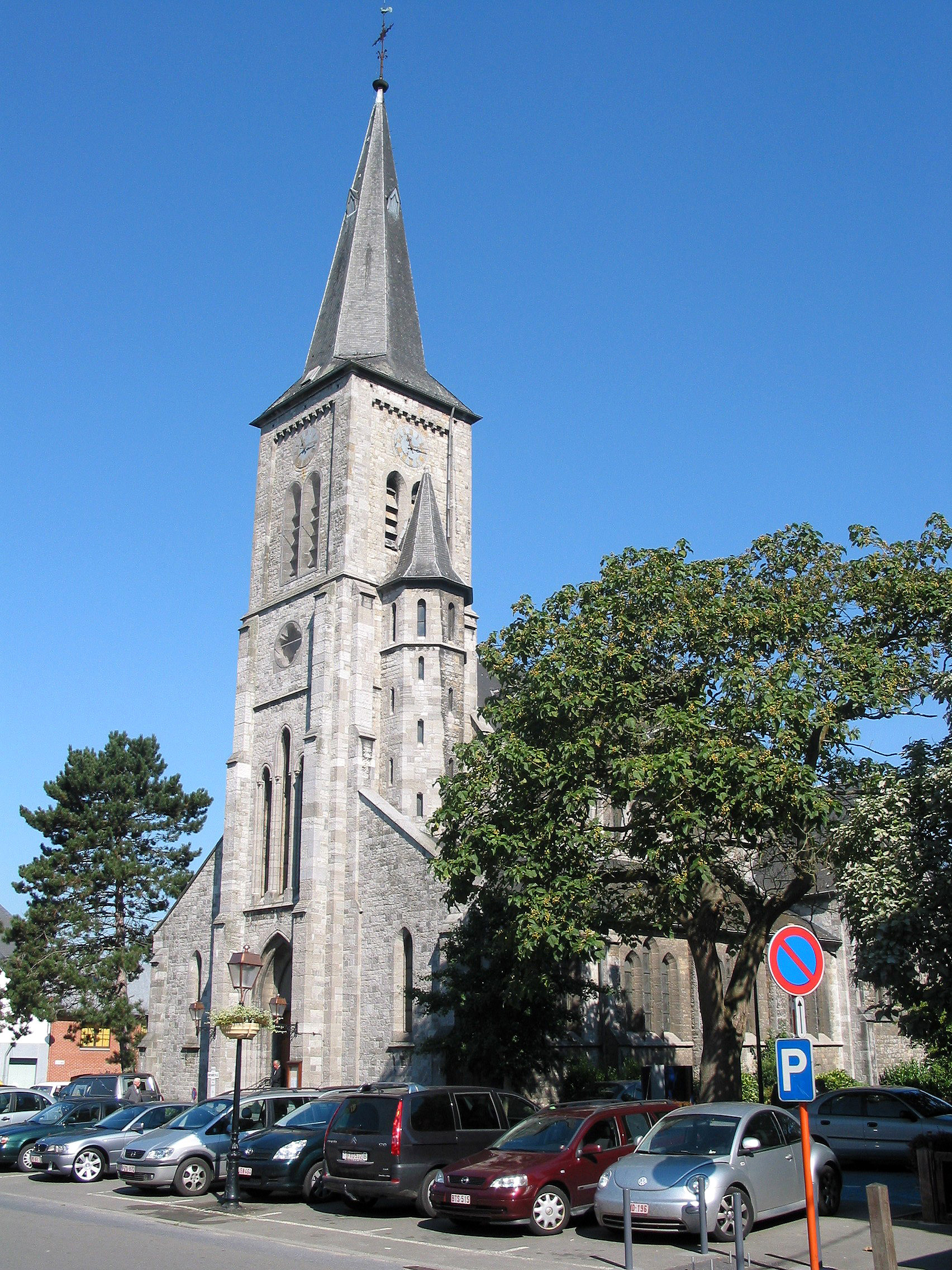
Iglesia San Remigio(1897).

La aldea de Profondeville es parte del municipio del mismo nombre. Se sitúa en la ribera del río Mosa, del lado poniente, a medio camino entre Namur y Dinant.
En el centro de la aldea están la iglesia San Remigio, la casa municipal, la casa de la cultura, un campo de juegos para niños, un minigolf y varios comercios. A 15 minutos de camino, el complejo deportivo de la Hulle ofrece numerosas posibilidades de actividades, como campo de fútbol y de baloncesto al aire, salas multideportes recubiertas y una sala de artes marciales. En la calle principal, está la Escuela Municipal, que acoge a los niños para el estudio primario. Campos agrícolas ofrecen a sus habitantes y a los turistas la muy famosa fresa de Wépion.
La aldea se encuentra en un valle rodeado de cerros pequeños. 
Los bosques de la Pequeña- y Grande Hulle ofrecen bonitos paseos. También a lo largo de la rivera del Mosa.

## Dirección
Casa Municipal :
Maison communale
Chaussée de Dinant, 2
5170 Profondeville

### Cultura: el Círculo Cultural de Herdal
El "Cercle Culturel du Herdal" (círculo cultural de Herdal), llamado en general "Herdal", es el organismo cultural de la aldea de Profondeville. Administra la organización de todos los acontecimientos culturales de la localidad: conciertos, espectáculos, exposiciones...
Su comité está formado por los señores Pierre Debaenst, Jacques y Solange Dossogne, Robert Bodson...
De hace mucho tiempo, el "Herdal" posee también su propio grupo de teatro. Presenta cada año una representación de autor. Las últimas representaciones fueron Les Enfants d'Edouard, de Marc-Gilbert Sauvajon (2005) (los hijos de Eduardo), y La Ligne de Chance, de Albert Husson (2006), ambas puestas en escena por Yvon Delaplace y Jacques Dossogne.
Aquel Círculo Cultural propone también los Talleres Teatrales de Herdal para los jóvenes animados por Véronique Dossogne.

## Demografía

### Evolución
Todos los datos históricos relativos al actual municipio, el siguiente gráfico refleja su evolución demográfica, incluyendo municipios después de efectuada la fusión el 1 de enero de 1977.
| Gráfica de evolución demográfica de Profondeville entre 1846 y 2020 |
|                                                                     |

## Deportes
- Rugby Namur XV Profondeville (rugby à XV)